# Pieve dei Santi Giovanni Evangelista e Stefano
La pieve dei Santi Stefano e Giovanni Evangelista è un luogo di culto cattolico di Montopoli in Val d'Arno.

## Storia
Una cappella intitolata a santo Stefano è attestata a Montopoli già a partire dal 1195 e poi ancora nel 1260, come suffraganea della pieve di San Pietro a Mosciano, nella Diocesi di Lucca. Danneggiata dai pisani nel 1497 e dalle truppe di Carlo V nel 1529, la pieve fu ristrutturata nel 1534, anche se i restauri più consistenti risalgono al 1817.

## Descrizione
L'edificio è a pianta rettangolare la cui facciata, si presenta divisa in tre parti da quattro modanature aggettanti, semplicemente intonacata e al centro troviamo il portale d'ingresso in pietra, architravato con decorazione aggettante nella parte superiore. La facciata si conclude alla sommità con una modanatura orizzontale che riporta l'iscrizione dedicatoria della chiesa.
Per quanto riguarda la torre campanaria, risalente al XIV secolo, fu interamente costruita in mattoni a facciavista.
L'interno si presenta a navata unica concluso da abside, corredato di due altari in pietra timpanati. 
Nella cappella battesimale a destra si trova il fonte battesimale in marmo databile all'ultimo decennio del XVI secolo, dove la presenza dello stemma del pievano Giuseppe Del Dua sul piede del fonte circoscrive la sua realizzazione agli anni in cui il prelato fu pievano.
All'altare di destra è la tela di Francesco Curradi con la Madonna del Rosario con i santi Stefano, Domenico, Carlo Borromeo e Francesco, dell'ultimo quarto decennio del XVII secolo. Poco più avanti è appesa invece la tela di Orazio Fidani raffigurante la Resurrezione di Cristo del 1642.
Nella parete sinistra, vicino all'altare, è una tela di scuola toscana della prima metà del XVI secolo raffigurante l'Adorazione nell'orto. L'altare di sinistra è corredato invece della tela di Jacopo Vignali con l'Immacolata Concezione del 1658. 
Sempre sulla parete sinistra, sopra la porta di ingresso, è collocata l'opera più importante della chiesa: la tavola raffigurante la Visitazione, l'Annunciazione e San Giuseppe sormontata dalla lunetta con il Dio Padre tra gli angeli di Giovanni di Lorenzo Larciani, datata 1526. L'opera si presenta oggi smembrata ma, secondo un inventario della chiesa del 1785, le tavole si trovavano sopra un altare dedicato all’Annunziata, che si trovava in controfacciata e che, come nella Santissima Annunziata di Firenze, era posto entro un tabernacolo, e dovevano forse incorniciare un'immagine devozionale forse scultorea.
Sull'altare della cappella del Santissimo Crocifisso è custodita una croce lignea, opera di un anonimo della prima metà del XIV secolo e, ai lati, le pareti sono affrescate da Antonio Luigi Gajoni con le Storie del figliol prodigo.
Per l'annessa Compagnia della Croce Niccolò Betti dipinse una perduta Deposizione.

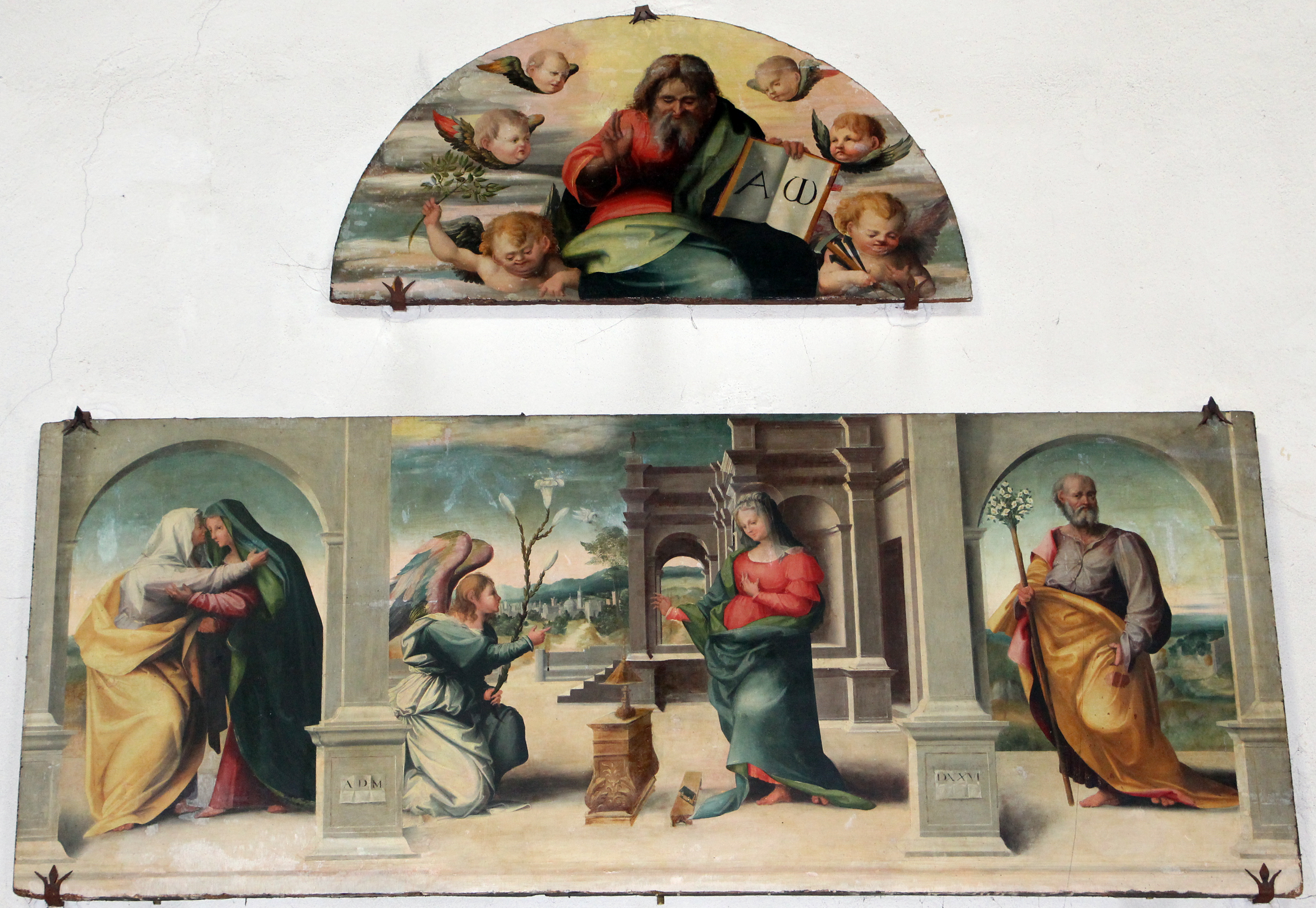
Visitazione, Annunciazione, San Giuseppe con l'Eterno nella lunetta di Giovanni di Lorenzo Larciani, 1526
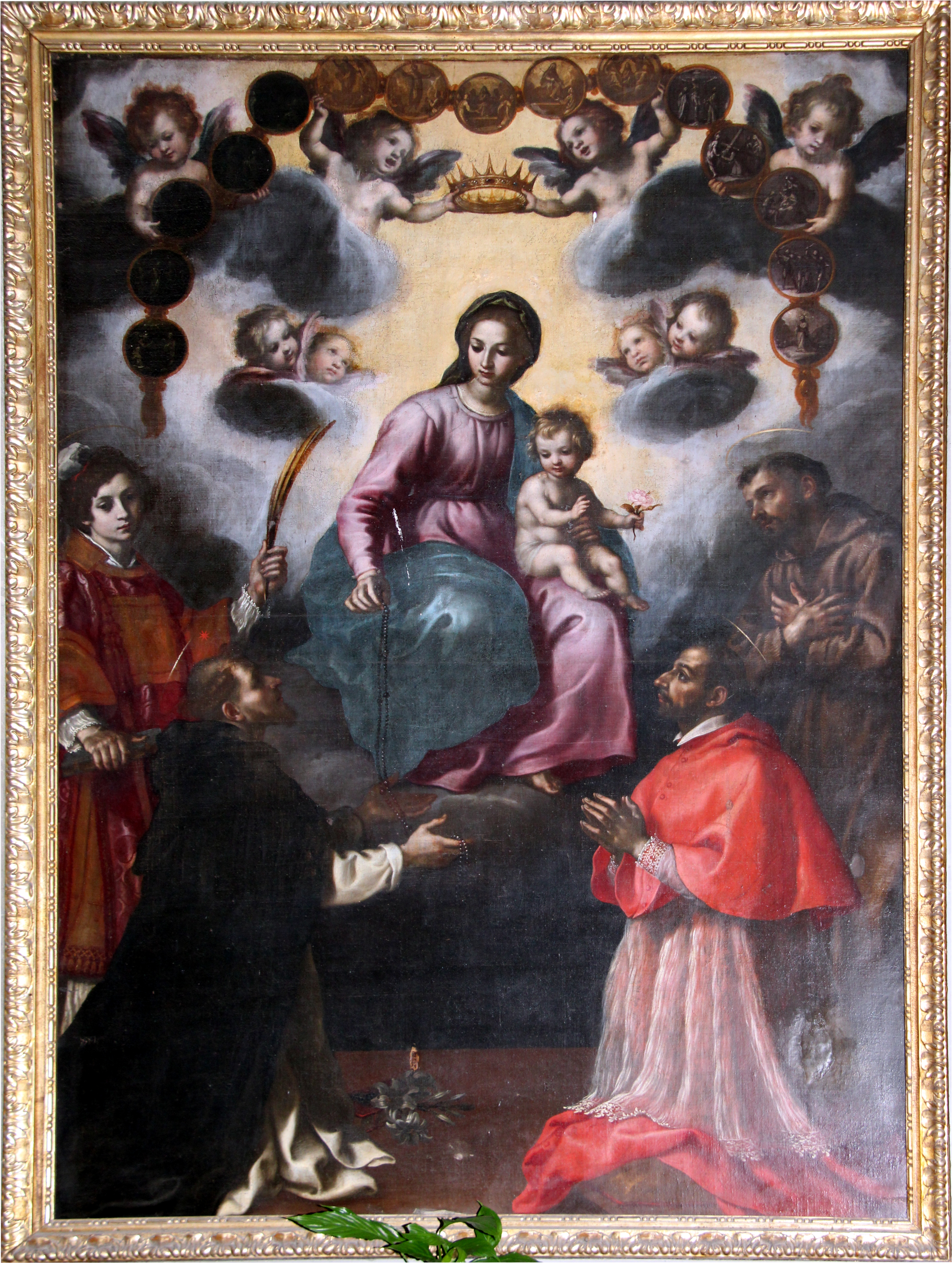
Madonna del Rosario con Ss. di Francesco Curradi, quarto decennio del XVII sec.
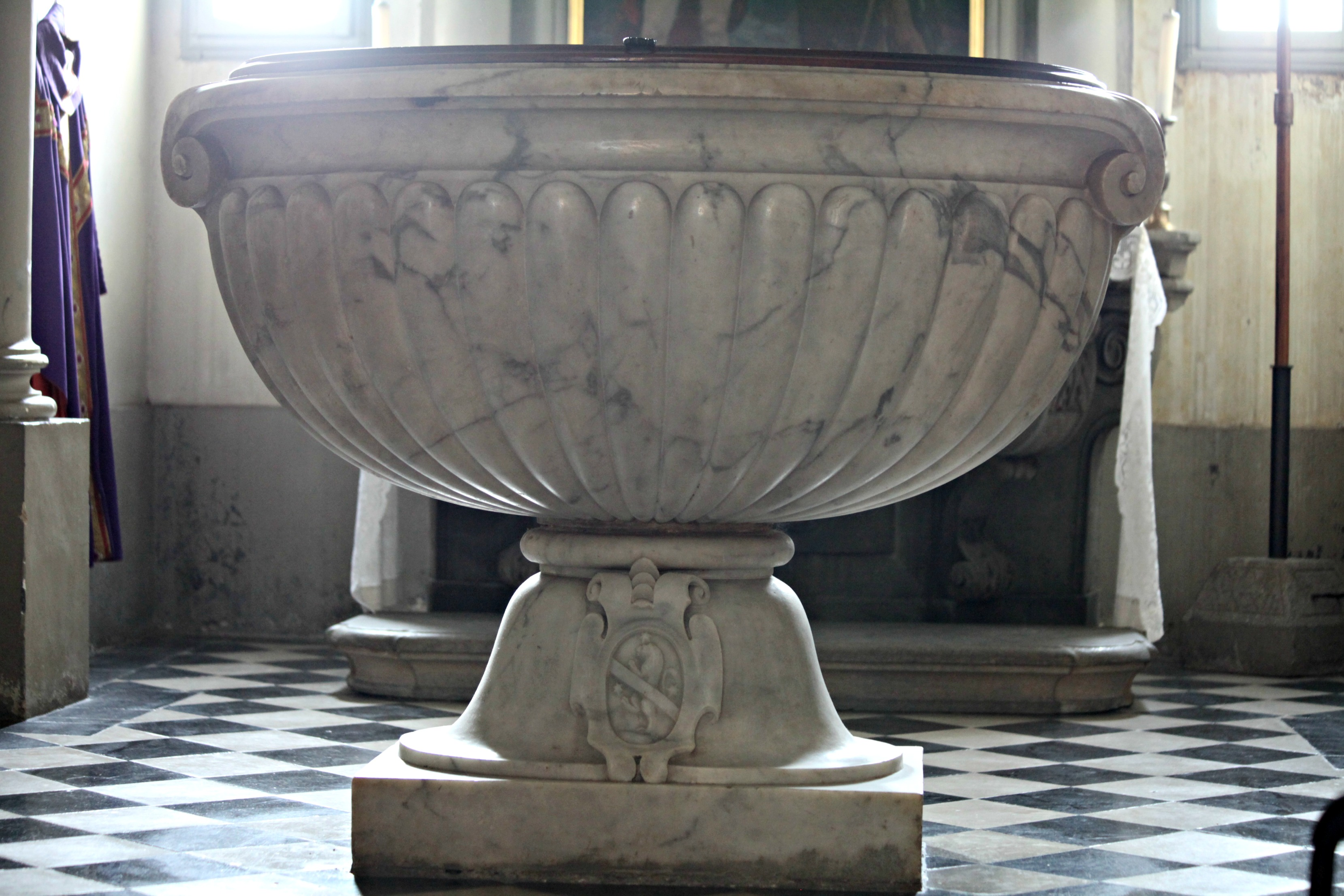
Fonte battesimale con stemma del Dua, ultimo decennio del XVI sec.
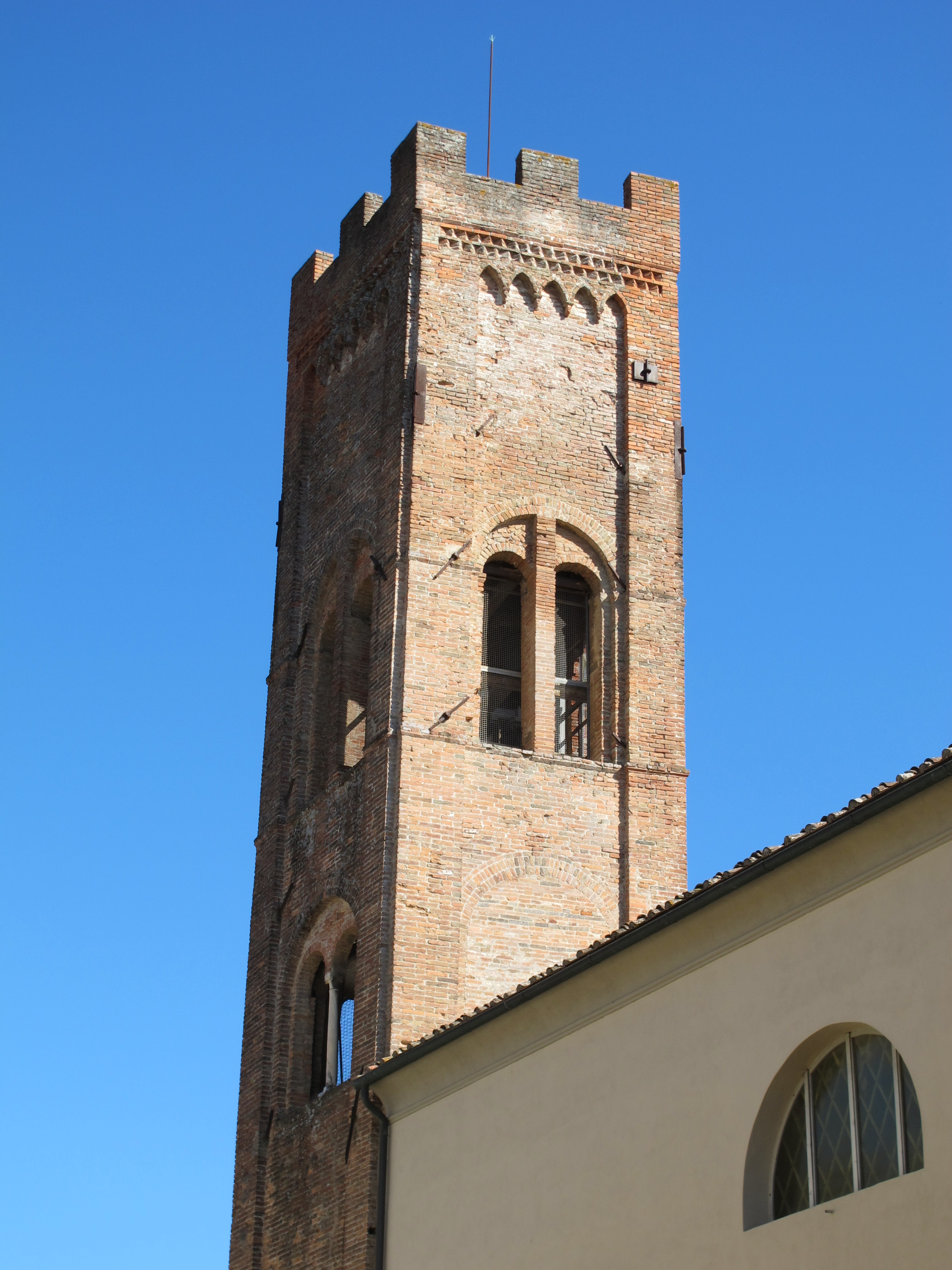
Campanile della Pieve